# Église Saint-Pierre de Beho
Pour les articles homonymes, voir Église Saint-Pierre.
L’église Saint-Pierre est un édifice religieux catholique sis à Beho, dans l’Ardenne belge. Son clocher qui date du début du XIIe siècle est doté d’une galerie extérieure à mi-hauteur. La nef fut reconstruite en 1712. 

## Histoire
L’imposante tour carrée, de 26 mètres de hauteur, date du début du XIIe siècle. Des armoiries, au-dessus de la porte d’entrée - presque indéchiffrables  - rattachent le village de Beho au comté de Salm. 

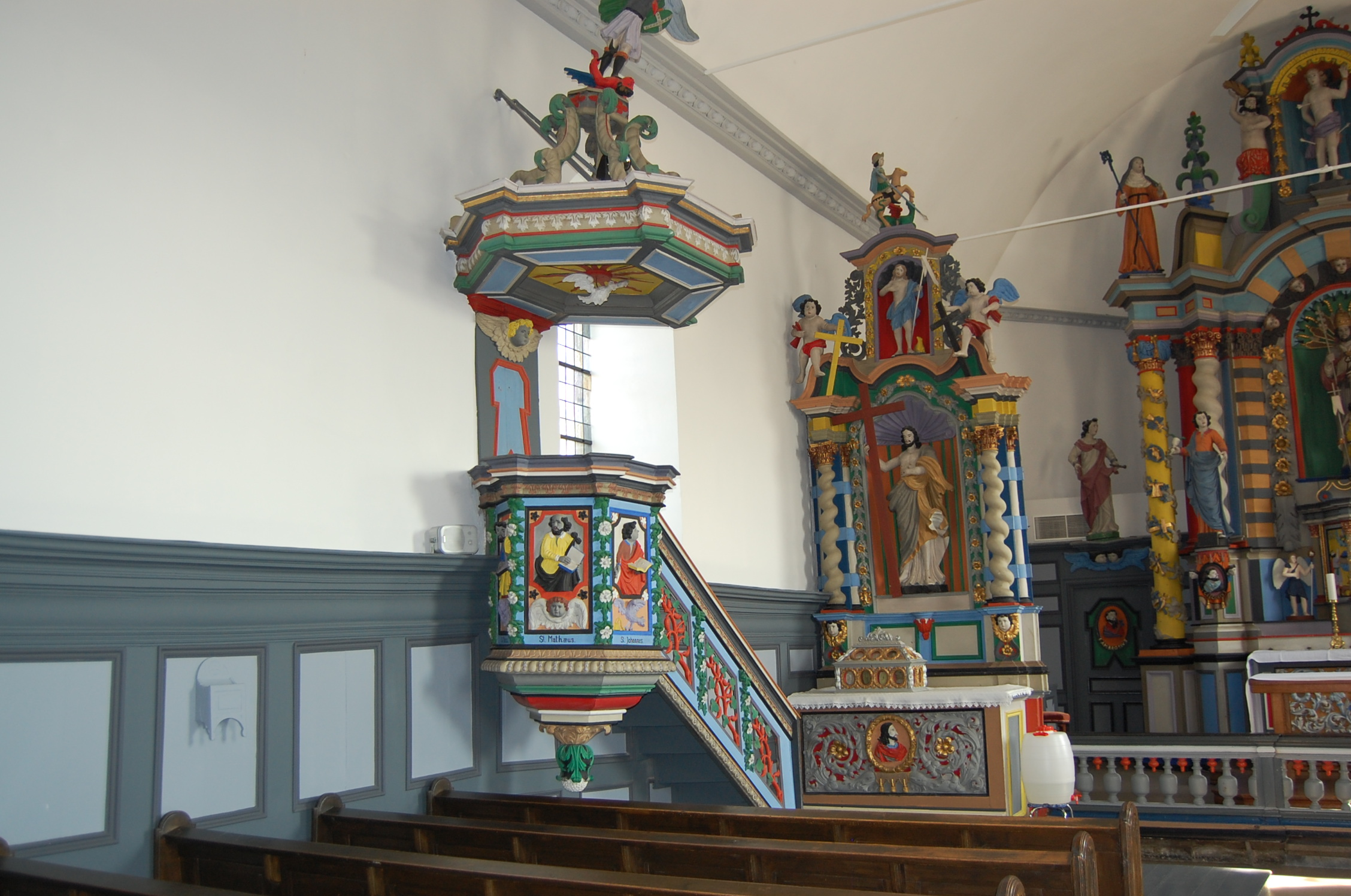
Chaire de vérité et autel latéral

Une galerie extérieure, en mi-hauteur sur trois côtés de la tour-clocher avec oriel en façade, donne un caractère unique à l’église. Le balcon est soutenu par trois poutres ornées de figures grimaçantes. Il était utilisé pour vénérations publiques de reliques et autres cérémonies religieuses. 
Menaçant ruine, la nef fut reconstruite en 1712.
Endommagée par un incendie accidentel en 1954, l’église fut restaurée en 1955 sous la direction de Maurice Robert. La décoration artistique polychromique est œuvre de l’artiste namurois Louis-Marie Londot. 

## Patrimoine
- Une pietà est tout ce qui reste du mobilier de l'ancienne église.
- Le mobilier religieux de style baroque est œuvre de l’ébéniste et sculpteur ardennais Jean-Georges Scholtus. Sculpté dans le chêne, il date de 1713-1724. Les quatre faces de la cuve de la chaire de vérité sont ornées de figures des quatre Évangélistes, tandis que son abat-voix est surmonté d’une statue de l’archange saint Michel terrassant le démon.
- Le cimetière qui entoure l’église compte des monuments funéraires très anciens dont une tombe datant de 1638.

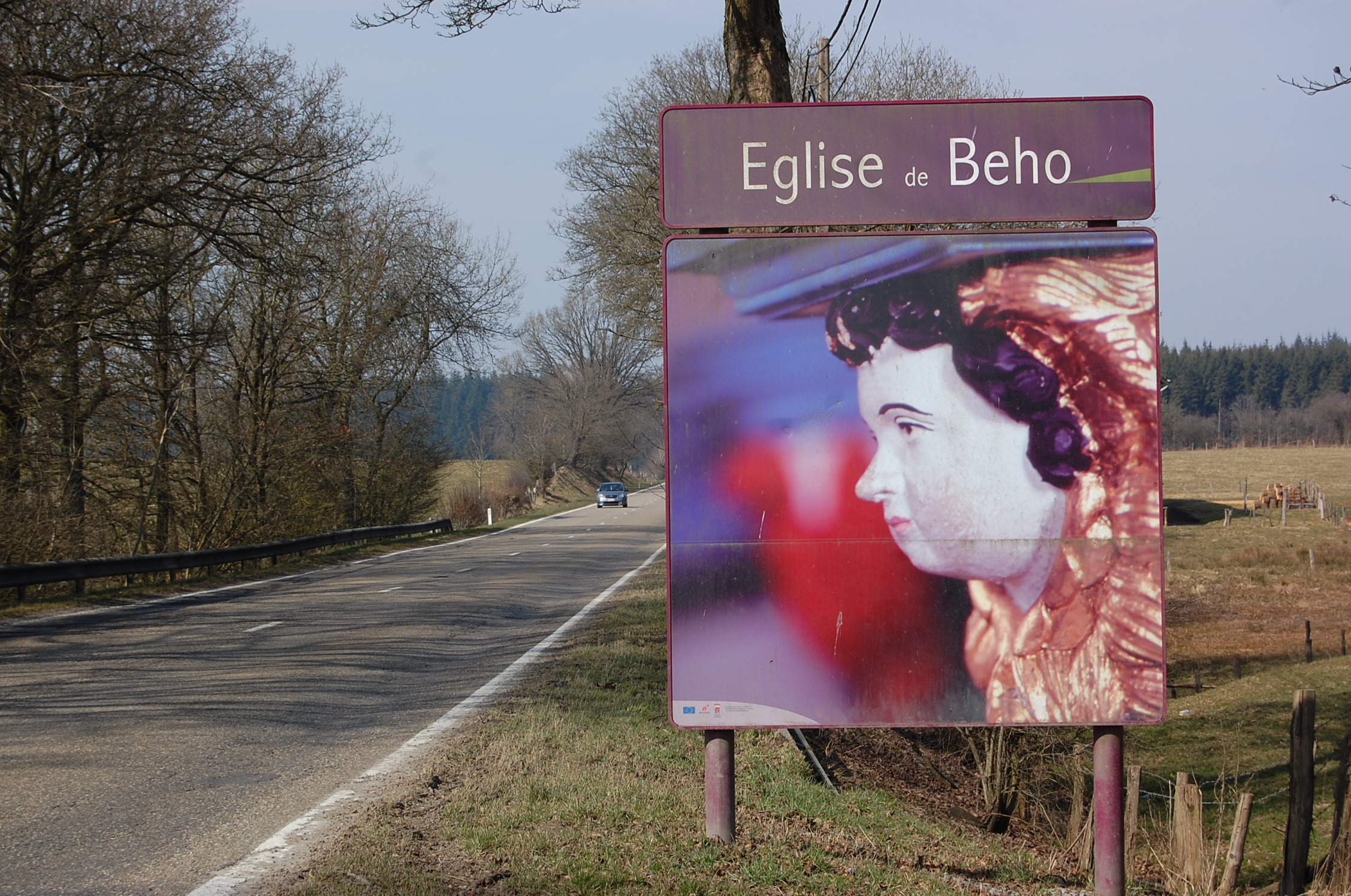
Beho est fier de son église...